# 海尔德
海尔德（Heerde）是荷蘭的一個市镇，位於荷蘭東部。在行政區劃上，海尔德屬於海爾德蘭省。當地有五家業餘足球俱樂部。

## 外部連結
- 维基共享资源上的相關多媒體資源：海尔德
- Official website（页面存档备份，存于）